# Aceria ilicis
Espèce
Aceria ilicis est une espèce d'acariens de la famille des Eriophyidae. Elle provoque des galles sur les feuilles du Chêne vert qu'elle parasite.